# Hilbertův prostor
Hilbertovým prostorem je v matematice a fyzice označován každý úplný unitární prostor. Jinými slovy, je jím jakákoli nosná množina vybavená všemi následujícími informacemi:
- Strukturou Vektorového prostoru, tj. informací, jak prvky sčítat mezi sebou či násobit skalárem (tj. reálnými či komplexními čísly).
- Metrikou (tj. definicí „vzdálenosti“ dvou prvků), která se chová v souladu s vektorovou strukturou. Taková struktura se nazývá normovaný prostor.
- Obdoba skalárního součinu, který je v souladu s touto normou: takový normovaný prostor se nazývá unitární prostor.
- Tato metrika musí být úplná, tj. musí existovat limity všech nekonečných posloupností, které jsou cauchyovské, tj. jejichž členy se k sobě neomezeně (méně přesně řečeno: „nekonečně“) přibližují.

Základním příkladem Hilbertova prostoru je běžný (tj. eukleidovský) prostor {\displaystyle R^{n}} libovolné konečné dimenze {\displaystyle n}: přímka, rovina, atd. Dalšími příklady pak některé nekonečné posloupnosti nebo integrovatelné funkce, viz sekce „Příklady“. Skalární součin i vzdálenost je v nich definována podobně, jako u běžného prostoru {\displaystyle R^{n}}, jen je konečný součet nahrazen nekonečným součtem či integrálem.
Všechny Hilbertovy prostory mají tedy mnoho společných rysů s {\displaystyle R^{n}}; například je možné v nich definovat úhel. V běžném prostoru je úhel, který spolu svírají dva vektory jednotkové délky, roven arkus kosinu jejich skalárního součinu, tj. {\displaystyle \alpha =\arccos(\langle x,y\rangle )}. Rozšíření této definice umožňuje mluvit např. o „úhlu“, který spolu svírají dvě funkce.
Zatímco metrický prostor definuje „vzdálenost“ a normovaný také sčítání a násobky vektorů, unitární prostory včetně Hilbertových jsou užší množina prostorů, které z vlastností běžného prostoru zachovávají více, zejména „úhly“.

## Úvod a motivace zavedení
V Eukleidovských prostorech známých z geometrie je možné měřit úhly a vzdálenosti. V algebře se tím rozumí, že Eukleidovský prostor dimenze {\displaystyle n} můžeme reprezentovat jako vektorový prostor s danou dimenzí a skalárním součinem. Matematici se zabývali otázkou, zda je možné smysluplně definovat velikost úhlu, resp. vzdálenost i mezi prvky vektorových prostorů nekonečné dimenze, jako například různé prostory posloupností nebo funkcí, které již nemají přirozenou geometrickou interpretaci. Snahy o takové definice vykrystalizovaly v zavedení pojmu Hilbertova prostoru, který zobecňuje pojem Eukleidovského prostoru i na nekonečnou dimenzi. Dnes jsou Hilbertovy prostory jedním ze základních objektů studia funkcionální analýzy. Jsou pojmenovány na počest matematika Davida Hilberta, který byl jedním z průkopníků jejich teorie.

## Exaktní definice
Hilbertovým prostorem se rozumí unitární Banachův prostor, jinak řečeno: úplný vektorový prostor se skalárním součinem.
- Úplností se rozumí fakt, že každá Cauchyovská posloupnost má v tomto prostoru limitu.
- Unitární znamená, že je na něm definovaný skalární součin, který indukuje normu a metriku. Skalární součin v tomto článku značíme {\displaystyle \langle \cdot ,\cdot \rangle }.
- V některých případech se požaduje ještě, aby byl prostor separabilní. Separabilitou se rozumí to, že metrický prostor obsahuje spočetnou hustou podmnožinu.

## Příklady
| Název                      | Množina | Skalární součin                                                                        | Vzdálenost                                                                     |
| -------------------------- | --- | -------------------------------------------------------------------------------------- | ------------------------------------------------------------------------------ |
| {\displaystyle R^{n}}      | Vektorový prostor libovolné konečné dimenze {\displaystyle n} nad tělesem reálných nebo komplexních čísel. | {\displaystyle \langle x,y\rangle =\sum _{i=1}^{n}x_{i}{\overline {y_{i}}}}            | {\displaystyle d(x,y)={\sqrt {\sum _{i=1}^{n}\|x_{i}-y_{i}\|^{2}}}}            |
| {\displaystyle \ell ^{2}}  | Prostor posloupností {\displaystyle (x_{i})_{i=1}^{\infty }} komplexních čísel splňujících {\displaystyle \sum _{i=1}^{\infty }\|x_{i}\|^{2}<\infty }. Bez této podmínky by {\displaystyle \langle x,y\rangle } nemusel být konečný a nešlo by tedy o Hilbertův prostor; analogicky v následujícím příkladu. | {\displaystyle \langle x,y\rangle =\sum _{i=1}^{\infty }x_{i}{\overline {y_{i}}}}      | {\displaystyle d(x,y)={\sqrt {\sum _{i=1}^{\infty }\|x_{i}-y_{i}\|^{2}}}}      |
| {\displaystyle L^{2}(a,b)} | Prostor lebesgueovsky měřitelných funkcí z {\displaystyle (a,b)\rightarrow \mathbb {C} } splňujících {\displaystyle \int _{a}^{b}\|f(x)\|^{2}\,\mathrm {d} x<\infty }. | {\displaystyle \langle f,g\rangle =\int _{a}^{b}f(x){\overline {g(x)}}\,\mathrm {d} x} | {\displaystyle d(f,g)={\sqrt {\int _{a}^{b}\|f(x)-g(x)\|^{2}\,\mathrm {d} x}}} |

Všechny tyto příklady mají velmi podobnou definici skalárního součinu i vzdálenosti, jako běžný prostor: dva objekty jsou si „blízké“, pokud se liší jen o málo a/nebo jen v málo souřadnicích. V druhém z příkladů je „souřadnic“ nekonečně mnoho a v posledním tutéž roli hraje dokonce souvislý interval {\displaystyle (a,b)}.
Poznámka: U reálného čísla {\displaystyle x} se komplexně sdružené číslo {\displaystyle {\overline {x}}} neliší od {\displaystyle x}. Ovšem v prostorech nad tělesem komplexních čísel je ve výše uvedených vzorcích {\displaystyle x_{i}{\overline {y_{i}}}} místo {\displaystyle x_{i}y_{i}} nezbytné, jinak by neplatily důležité vztahy, které od unitárních prostorů očekáváme. Např. by délka vektoru mohla být záporná či imaginární.

## Vlastnosti

### Ortonormální báze

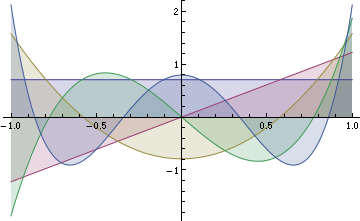
Prvních 5 prvků ortonormální báze prostoru L²(-1,1) složené z Legendrových polynomů.

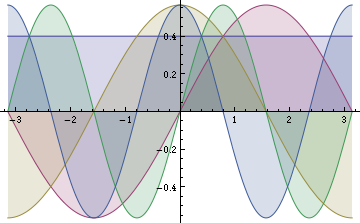
Prvních 5 prvků trigonometrické ortonormální báze prostoru L²(-π,π).

S pojmem Hilbertova prostoru úzce souvisí pojem ortonormální báze. Ortonormální bází Hilbertova prostoru {\displaystyle {\mathcal {H}}} rozumíme takovou množinu {\displaystyle A}, která splňuje:
1. {\displaystyle \langle x,y\rangle =0\ \forall x,y\in A,x\neq y}. To znamená, že všechny prvky báze jsou navzájem kolmé (ortogonální).
2. {\displaystyle \|x\|=1\ \forall x\in A}. Tedy, prvky báze mají jednotkovou velikost (jsou normální).
3. Lineární obal báze je hustý podprostor {\displaystyle {\mathcal {H}}}. Zjednodušeně řečeno, každý prvek {\displaystyle {\mathcal {H}}} můžeme libovolně přesně aproximovat lineární kombinací nějakých prvků báze. Formálně tuto skutečnost zapíšeme jako {\displaystyle {\overline {\operatorname {Span} A}}={\mathcal {H}}}, kde {\displaystyle \operatorname {Span} } značí lineární obal a pruh nahoře uzávěr.

Povšimněte si, že z 3. podmínky nutně nevyplývá, že by každý prvek musel být vyjádřitelný jako lineární kombinace prvků ortonormální báze. Pojem ortonormální báze tedy není totéž, co lineární báze. V prostoru konečné dimenze je každá ortonormální báze zároveň bází lineární, ale v nekonečné dimenzi nikoliv.
Hilbertovy prostory mají důležité následující vlastnosti:
- Každý Hilbertův prostor má ortonormální bázi.
- Každá ortonormální množina (tj. množina splňující pouze podmínky 1. a 2.) v Hilbertově prostoru je součástí nějaké ortonormální báze.
- Každá ortonormální báze v separabilním Hilbertově prostoru je spočetná.

Dimenzí Hilbertova prostoru rozumíme mohutnost ortonormální báze. Libovolné dva Hilbertovy prostory se stejnou dimenzí jsou izomorfní, důležitým důsledkem je, že každý separabilní Hilbertův prostor je izomorfní s {\displaystyle \ell ^{2}}.

### Ortogonální rozklady

#### Projekční věta
Uzavřeným prostorem, nazveme takový podprostor, pro který platí {\displaystyle {\mathcal {M}}={\overline {\mathcal {M}}}}. Kolmý podprostor {\displaystyle {\mathcal {M}}^{\bot }} definujeme takto: {\displaystyle {\mathcal {M}}^{\bot }=\{y\in {\mathcal {H}}:y\bot {\mathcal {M}}\}}. Značením {\displaystyle {\mathcal {V}}={\mathcal {V}}_{1}\oplus {\mathcal {V}}_{2}} rozumíme, že:
- {\displaystyle {\mathcal {V}}_{1}\bot {\mathcal {V}}_{2}}, tzn: {\displaystyle \langle v_{1},v_{2}\rangle =0\ \forall v_{1}\in {\mathcal {V}}_{1},v_{2}\in {\mathcal {V}}_{2}}
- {\displaystyle {\mathcal {V}}=\operatorname {Span} ({\mathcal {V}}_{1}\cup {\mathcal {V}}_{2})}

Platí, že je-li {\displaystyle {\mathcal {M}}} uzavřený podprostor Hilbertova prostoru {\displaystyle {\mathcal {H}}}, pak {\displaystyle {\mathcal {H}}={\mathcal {M}}\oplus {\mathcal {M}}^{\bot }}.
Hilbertův prostor je tedy možné rozložit na vzájemně kolmé podprostory.

### Ortogonální projekce
Pro libovolný podprostor {\displaystyle {\mathcal {M}}\subset {\mathcal {H}}} existuje lineární operátor {\displaystyle P:{\mathcal {H}}\rightarrow {\mathcal {M}}}, který každému prvku {\displaystyle x\in {\mathcal {H}}} přiřadí jeho nejlepší aproximaci z {\displaystyle {\mathcal {M}}}, tzn: {\displaystyle \|x-Px\|=\inf {\{\|x-m\|:m\in {\mathcal {M}}\}}}.
Má-li {\displaystyle {\mathcal {M}}} konečnou ortonormální bázi {\displaystyle \{e_{1},...,e_{n}\}}, pak lze projekci stanovit takto: {\displaystyle Px=\sum _{i=1}^{n}\langle x,e_{i}\rangle e_{i}}.
V praxi má ortogonální projekce velké využití v kvantové mechanice a v aproximačních úlohách.

## Využití
Teorie Hilbertových prostorů se používá v kvantové mechanice, kde se stavy fyzikálního systému popisují pomocí prvků nějakého Hilbertova prostoru. Často se předpokládá, že daný Hilbertův prostor je navíc reprezentace nějaké grupy (obvykle grupy Lorentzových transformací). S termínem Hilbertův prostor se dále setkáte u jádrové transformace u metody support vector machines populární v strojovém učení.